# Sucupira do Norte
Sucupira do Norte is een gemeente in de Braziliaanse deelstaat Maranhão. De gemeente telt 10.535 inwoners (schatting 2009).